# Fiatal férfi zongorázik
A Fiatal férfi zongorázik Gustave Caillebotte festménye, amely a tokiói Artizon Museum gyűjteményének része.

## Keletkezése
Caillebotte 1876-ban mutatta be a képet az impresszionisták második párizsi kiállításán öt másik alkotásával együtt. A képen Martial Caillebotte, a művész öccse látható, miközben a rue de Miromesnilben található lakásukban zongorázik.
A 19. század második felében a zongora a felsőbb osztályokba való tartozás szimbóluma volt, a festők, köztük az impresszionista Pierre-Auguste Renoir, gyakran megörökítettek rajta játszó személyeket, elsősorban nőket. Caillebotte képén modern városi környezetben jelenik meg a téma. A szoba elegáns, tapétáján, szőnyegén és függönyén virágmotívumok. Az ablakon át áradó fény visszatükröződik a hangszer billentyűzetén és lábán. A finom ecsetvonások mélységet kölcsönöznek a képnek, és jelentősen elütnek az impresszionistákat általában jellemző ecsetkezeléstől. A technika és a téma Edgar Degasra emlékeztet.